# Павел Сухој
Павел Осипович Сухој (рус. Павел Осипович Сухой, блр. Павел Восіпавіч Сухі; Глубокое, 10. јул 1895 — Москва, 15. септембар 1975) је био конструктор авиона који је за преко четири деценије конструисао више од 30 типова авиона. Посебно познат по серији млазних ловачких и јуришних авиона пројектованих за потребе Совјетског ратног ваздухопловства. Пројектант је првог совјетског млазног авиона и првог суперсоничног авиона. Био је успешан пројектант авиона, у светским размерама. Двоструки је херој социјалистичког рада.

## Биографија
Павел Осипович Сухој је рођен 10. јул 1895. у месту Глибокаје у Витепској губернији (данас Белорусија) у учитељској породици. Завршио је основну школу у родном месту, а Гомељску гимназију 1914. године са сребрном медаљом. Регрутован је у војску 1916. године да би 1920. био отпуштен због слабог здравља. После војске се уписује на Московску Вишу техничку школу названу по Бауман-у где дипломира у класи професора А. Тупољева. 1925. године. Исте године се запошљава у ЦАГИ институту у бироу Тупољева где напредује од пројектанта, шефа бригаде до заменика главног пројектанта. У то време радио је на пројектима: АНТ-5/(И-4); АНТ-31/(И-14); АНТ-25/(РД) као и авионима изведеним из њега АНТ-36/(ДБ-1); АНТ-37/(ДБ-2), затим АНТ-29/ДИП и на крају АНТ-51 који је према њему добио име Сухој Су-2
Од 1939. године Сухој је постављен за руководиоца конструкционог бироа ОКБ-51 при фабрици авиона у Харкову, међутим то Сухоју није одговарало јер је био изолован од научно техничког потенцијала који је пружао ЦАГИ институт у Москви. Копао је и ногама и рукама да га врате у Москву и у томе успева 1940. године са својим сарадником Јевгенијем Ивановим (који је био у стању да направи све оно што је Сухој пројектовао) враћа се на аеродром у Подмосковљу. У то време ради на пројекту јуришног авиона Су-6. За време рата је биро био дислоциран из Москве због опасности од продирања Немаца у њу. Завршава авион Су-6 за који добија 1943. године Стаљинову награду али авион није ушао у серијску производњу и поред свих својих квалитета. После рата се враћа у Москву за заменика главног пројектанта у ОКБ-156 код Тупољева. Ту ради до 1953. године, да би се након Стаљинове смрти поново реактивирао његов конструкциони биро у коме 1956. године постаје главни пројектант.
У послератном периоду ради на пројекту првог совјетског авиона на млазни погон Су-9, затим читаве серије успешних авиона, па С-1 први совјетски суперсонични авион, Су-24 авион са променљивом геометријом крила, па све до Су-27 који је започео али није имао среће да доживи његов лет. Умро је у Москви 1975. године после дуже болести која га је постепено одвајала од посла али није успела сасвим, тек га је смрт одвојила од његових авиона којима је посветио читав живот.

## Галерија слика
- Ловац АНТ-31/И-14 (1934)
- Лаки бомбардер Су-2 (1937)
- Ловац пресретач Су-7Б (1959)
- Ловац пресретач Су-11 (1962)
- Јуришни борбени авион Су-17 (1966)
- Авион Су-24 са променњивом геометријом крила (1970)
- Експериментални авион Сухој Т-4 (1972)
- Јуришни авион Су-25 (1975)
- Ловац Су-27 (1977)

## Попис авиона које је пројектовао или био вођа пројекта П. О. Сухој
| - АНТ-5/(И-4) (1927) - АНТ-25/(РД) (1933) - АНТ-29/ДИП (1935) - АНТ-31/(И-14) (1934) - АНТ-36/(ДБ-1) (1934) - АНТ-37/(ДБ-2) (1935) - Су-1/(И-330) (1940) - Су-2/АНТ-51 (1937) - ШБ (1940) - Су-3/(И-360) (1942) - Су-4 (1941) - Су-5/(И-107) (1944) - Су-6 (1942) - Су-7 (1944) - Су-7/(С-1) (1955) - Су-7Б (1959) - Су-8/(ДДБШ) (1943) |  | - Су-9 (1946) - Т-3 (1956) - Су-9/(Т-43) (1956) - Су-10 (1947) - Су-11 (1947) - Су-11/(Т-47) (1962) - Су-12 (1947) - Су-13 (1948) - Су-15 (1949) - Су-15/(Т-58Д) (1962) - Су-17 (1949) - Су-17/(С-32) (1966) - Су-20 (1972) - Су-22 (1976) - Т-4 (1972) - Су-24 (1970) - Су-25 (1975) - Су-27 (1977) |

## Државне награде
- двоструки херој социјалистичког рада 1957 и 1965. године,
- седмоструки добитник Стаљинове награде 1943. године,
- добитник Лењинове награде 1968. године,
- добитник Државне награде Совјетског Савеза 1975. године (постхумно),

## Одликовања
- троструки носилац ордена Лењина 1945, 1957 и 1975. године,
- орден Окробарске револуције,
- орден Црвене заставе за рад 1938. године,
- носилац ордена Црвене звезде 1933. године

## Медаље
- двоструки херој социјалистичког рада 1957. и 1965. године,
- добитник медаље „Орден части“ 1936. године,
- добитник је прве златне медаље са називом „А. Тупољев“ 1975. године.

## Признања
- посланик врховног совјета Совјетског Савеза од 1958 до 1974. године,
- доктор техничких наука од 1940. године и професор,
- једна улица у Москви је 2004. године добила његово име,
- подигнута су му два споменика у Москви (надгробни) и у Гомељу биста,
- Државни технички универзитет у Гомељу је добио његово име,
- У државној школи Nо 1 у Глубоку родном месту П. О. Сухоја је 1985. године отворен музеј „Сухој“,
- Авијациона холдинг компанија за пројектовање и производњу авиона у Москви носи његово име „ОАО Сухој“.